# 瑞斯蒂扬
瑞斯蒂昂（法語：Justian，法語發音：[ʒystjɑ̃]）是法国热尔省的一个市镇，属于孔东区。

## 地理
瑞斯蒂扬（43°48'57"N, 0°17'59"E）面积6.3 平方千米，位于法国奧克西塔尼大區热尔省，该省份为法国西南部内陆省份，北起顺时针与洛特-加龙省、塔恩-加龙省、上加龙省、上比利牛斯省、大西洋比利牛斯省和朗德省接壤。
与瑞斯蒂扬接壤的市镇（或旧市镇、城区）包括：伯佐勒、库朗桑、拉讷帕克斯、穆雷德、罗克、维克弗藏萨克。

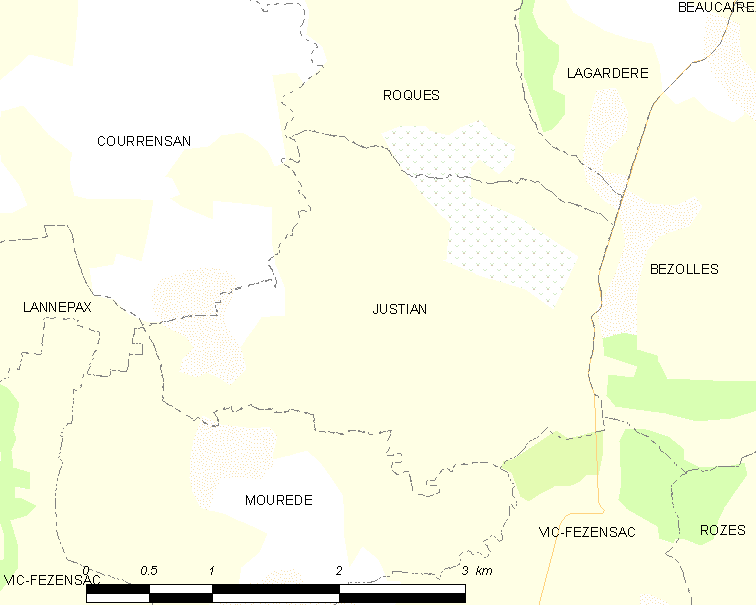
瑞斯蒂扬的OSM定位图

瑞斯蒂扬的时区为UTC+01:00、UTC+02:00（夏令时）。

## 行政
瑞斯蒂扬的邮政编码为32190，INSEE市镇编码为32166。

## 政治
瑞斯蒂扬所属的省级选区为弗藏萨克县。

## 人口

1962-2008年间瑞斯蒂扬人口变化图示

瑞斯蒂扬于2022年1月1日时的人口数量为107人。